# جزيرة سيباكات
جزيرة سيباكات وهي جزيرة من جزر إندونيسيا، وتتبع إقليم كليمنتان الجنوبية في إندونيسيا.